# The Bard

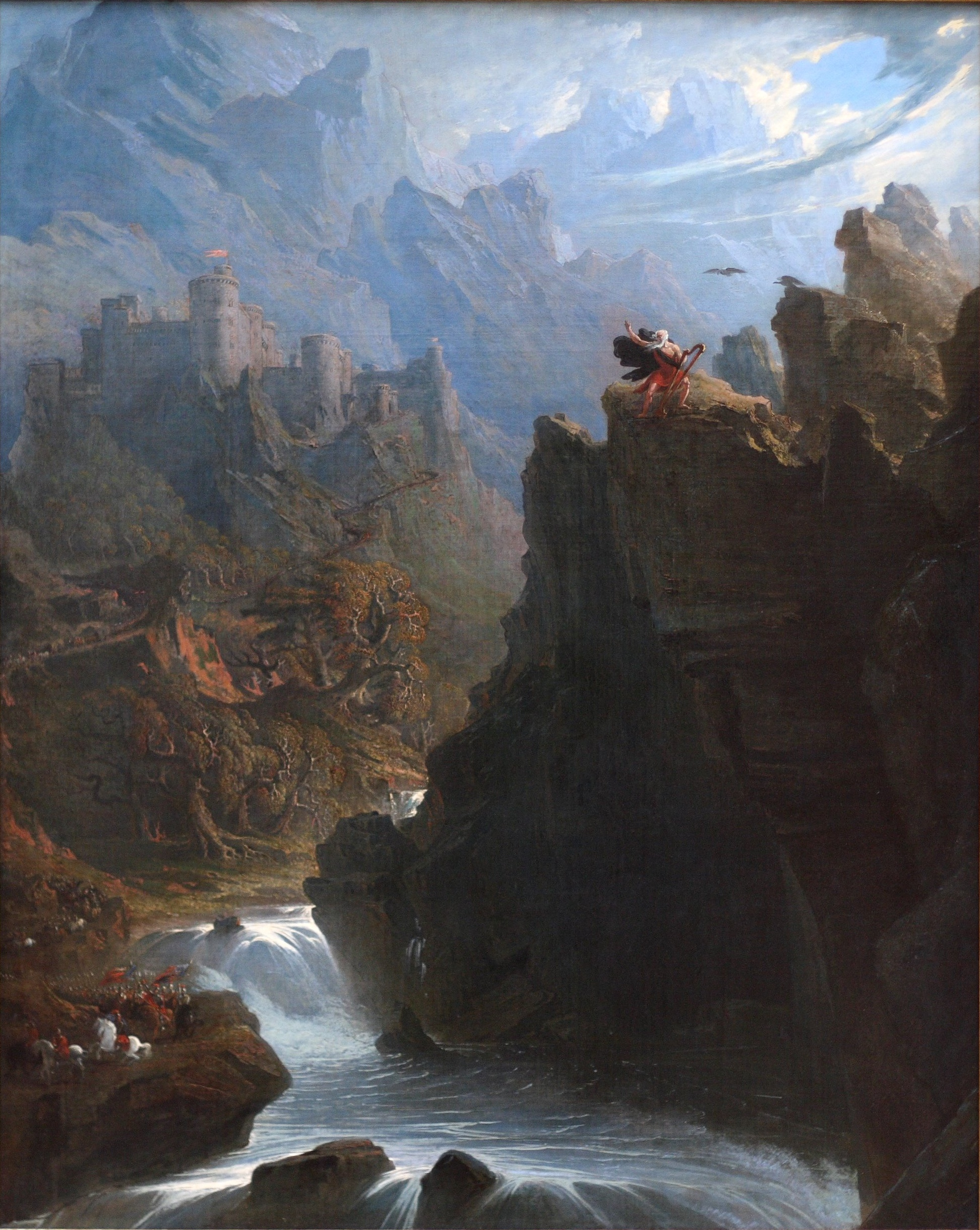
Pintura feita por John Martin, baseada na obra de Thomas Gray.

The Bard (O Bardo, em português) é uma obra literária em forma de poema do poeta e romancista inglês Thomas Gray (1716-1771). Ao lado de Elegia, a obra em questão figura entre seus trabalhos de destaque, tratando-se mais especificamente de uma de suas odes pindáricas, como Os Progressos da Poesia, por exemplo.

## A obra
The Bard é inspirada na tradição galesa que sugere que Eduardo I teria ordenado perseguir e assassinar todos os bardos que encontrassem, a fim de extinguir a cultura galesa. A partir disso, o poema narra a fuga de um bardo derradeiro.